# Vol UTair 579
Le 1er septembre 2018, un Boeing 737-800 effectuant le vol UTair 579, un vol intérieur régulier entre Moscou et Sotchi, en Russie, subit une sortie de piste et prend feu lors de son atterrissage à l'aéroport international de Sotchi, dans de mauvaises conditions météorologiques, blessant 18 des 172 personnes à bord. Un employé de l'aéroport est décédé d'une crise cardiaque lors de l'intervention des services de secours.

## Avion et équipage

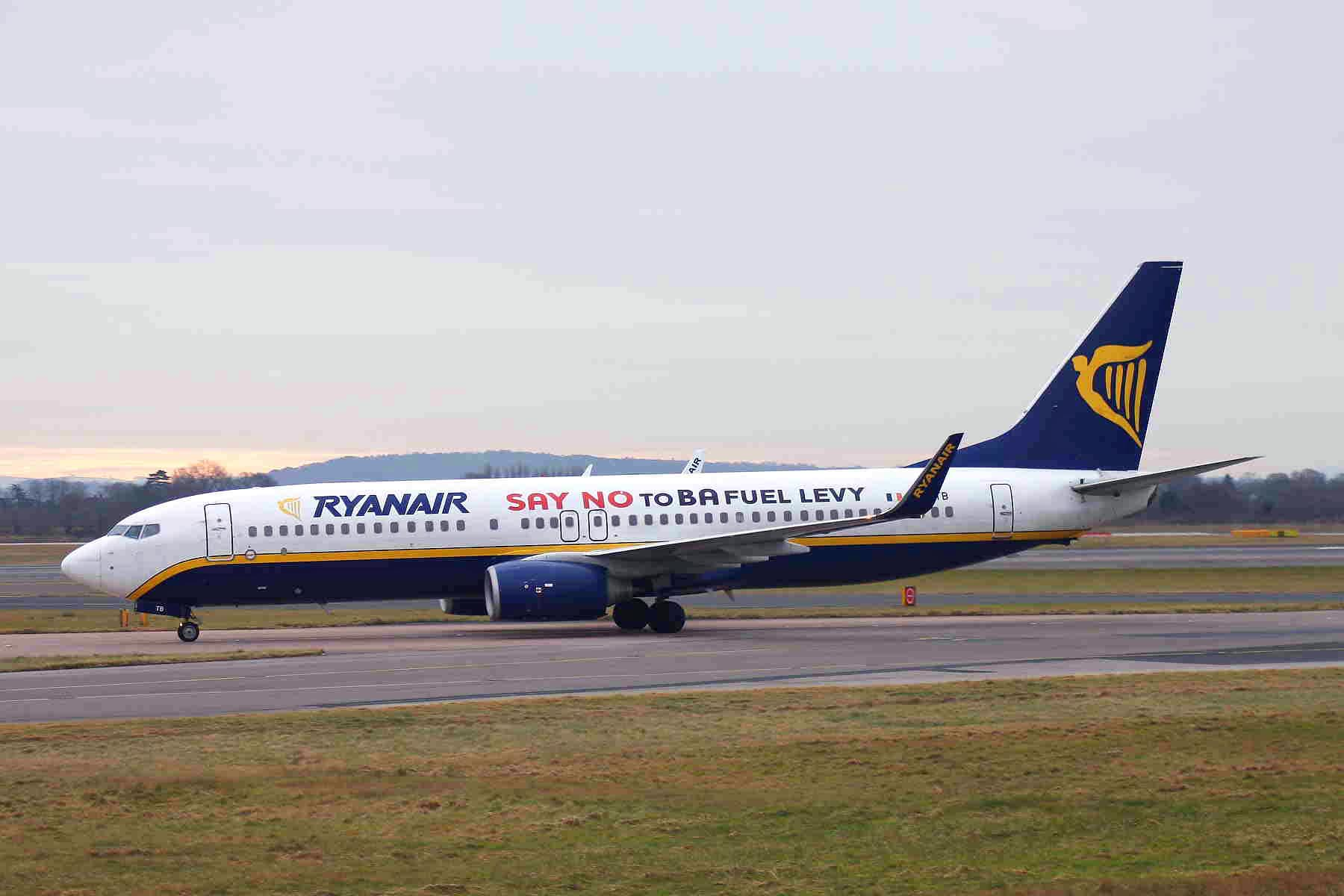
L'appareil impliqué dans l'accident, alors en service pour Ryanair, ici à l'aéroport de Manchester en février 2009.

L'appareil impliqué est un Boeing 737-8AS immatriculé VQ-BJI (numéro de série 29937). Il a été livré pour la première fois en 2002 à Ryanair, qui l'a exploité jusqu'à son retrait en 2009. Il a ensuite été loué en 2010 à Atlant-Soyuz Airlines, qui fut ensuite été rebaptisée Moscow Airlines la même année et a cessé ses activités peu de temps après, en janvier 2011. Finalement, Utair a loué l'avion en octobre 2011 et l'a exploité jusqu'au jour de l'accident.
Le commandant de bord est Alexei Alekseevich Shnyrev, 51 ans, qui totalise 14 000 heures de vol, dont 6 391 heures sur Boeing 737, tandis que le copilote Sergueï Eduardovitch Ivanov, 53 ans, totalise 12 277 heures de vol, dont 5 147 sur Boeing 737. Les deux pilotes avaient les qualifications pour voler sur les appareils de type Boeing 737 Classic et Boeing 737 Next Generation et avaient suivi une formation en gestion des ressources de l'équipage. Le copilote avait également suivi une formation sur la gestion du cisaillement de vent en mai 2018.

## Accident
Le vol 579 a décollé de l'aéroport international de Vnoukovo à 00h30, heure locale, avec 166 passagers et six membres d'équipage à bord. L'équipage a interrompu les deux premières approches sur l'aéroport international de Sotchi, en raison de la présence d'orages dans la région de Sotchi au moment de l'accident, avant de s'engager dans une troisième tentative, ce qui va se solder par la sortie de piste de l'appareil. 

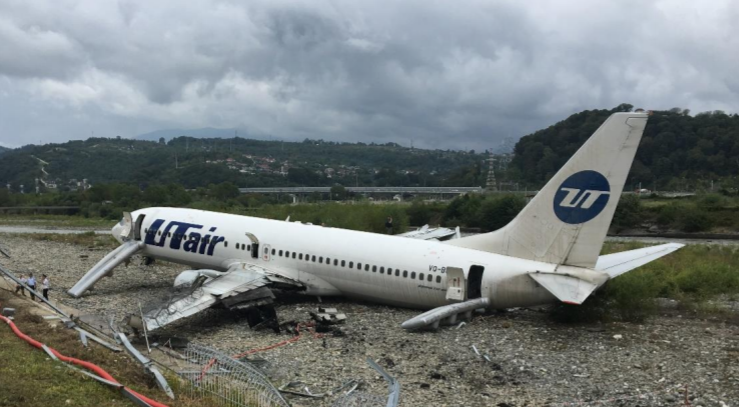
L'épave de l'appareil du vol 579, après l'accident.

Le 737 s'est posé à 2h57 et a dépassé la fin de la piste 06, avant de s'immobiliser dans le lit de la rivière Mzymta et de prendre feu. L'avion a subi des dommages importants au ventre, aux ailes et aux moteurs. Les services d'urgence de l'aéroport ont signalé que l'incendie a été maitrisé et éteint en huit minutes.
Dix-huit occupants ont été blessés lors de l'évacuation de l'avion; les blessures comprenant des brûlures et une intoxication au monoxyde de carbone. Le ministre des Transports Eugène Dietrich a également confirmé qu'un employé de l'aéroport est décédé d'une crise cardiaque lors de l'intervention des services d'urgence.

## Enquête
Une enquête sur l'accident a été ouverte par l'Comité interétatique sur l'aviation (IAC) de Russie, avec la participation du Conseil national de la sécurité des transports (NTSB) et de l'Air Accidents Investigation Branch (AAIB). Deux jours après l'accident, l'IAC a signalé que les enregistreurs de vol ont été récupérés dans l'épave de l'avion, que les données ont été récupérées avec succès et analysées. Le Comité d'enquête de la fédération de Russie a également lancé une enquête pénale sur les circonstances de l'accident.
L'IAC a publié un rapport préliminaire le 6 novembre 2018.
Le 12 décembre 2019, l'IAC a publié son rapport final sur l'accident du vol 579, la cause principale étant le fait que l'équipage a ignoré les avertissements répétitifs dans le cockpit, lorsque l'avion a subi un cisaillement de vent horizontal et à basse altitude, et que l'équipage a décidé d'atterrir sur la piste alors que les conditions météorologiques ne le permettaient pas au moment de l'accident. Les facteurs contributifs comprenant la violation des procédures d'exploitation standard de la compagnie aérienne, une mauvaise utilisation du pilote automatique, une mauvaise formation en gestion des ressources de l'équipage et un déploiement tardif des aérofreins lors de l'atterrissage.